# Вільялуенга-дель-Росаріо
Вільялуенга-дель-Росаріо (ісп. Villaluenga del Rosario) — муніципалітет в Іспанії, у складі автономної спільноти Андалусія, у провінції Кадіс. Населення — 479 осіб (2010).
Муніципалітет розташований на відстані близько 440 км на південь від Мадрида, 85 км на схід від Кадіса.

## Демографія
Динаміка населення (INE ):

## Галерея зображень

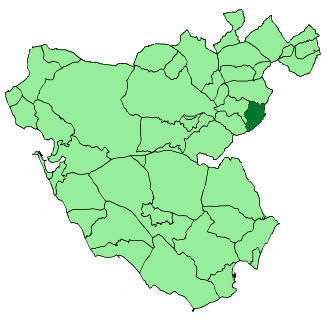
Розташування муніципалітету у провінції Кадіс
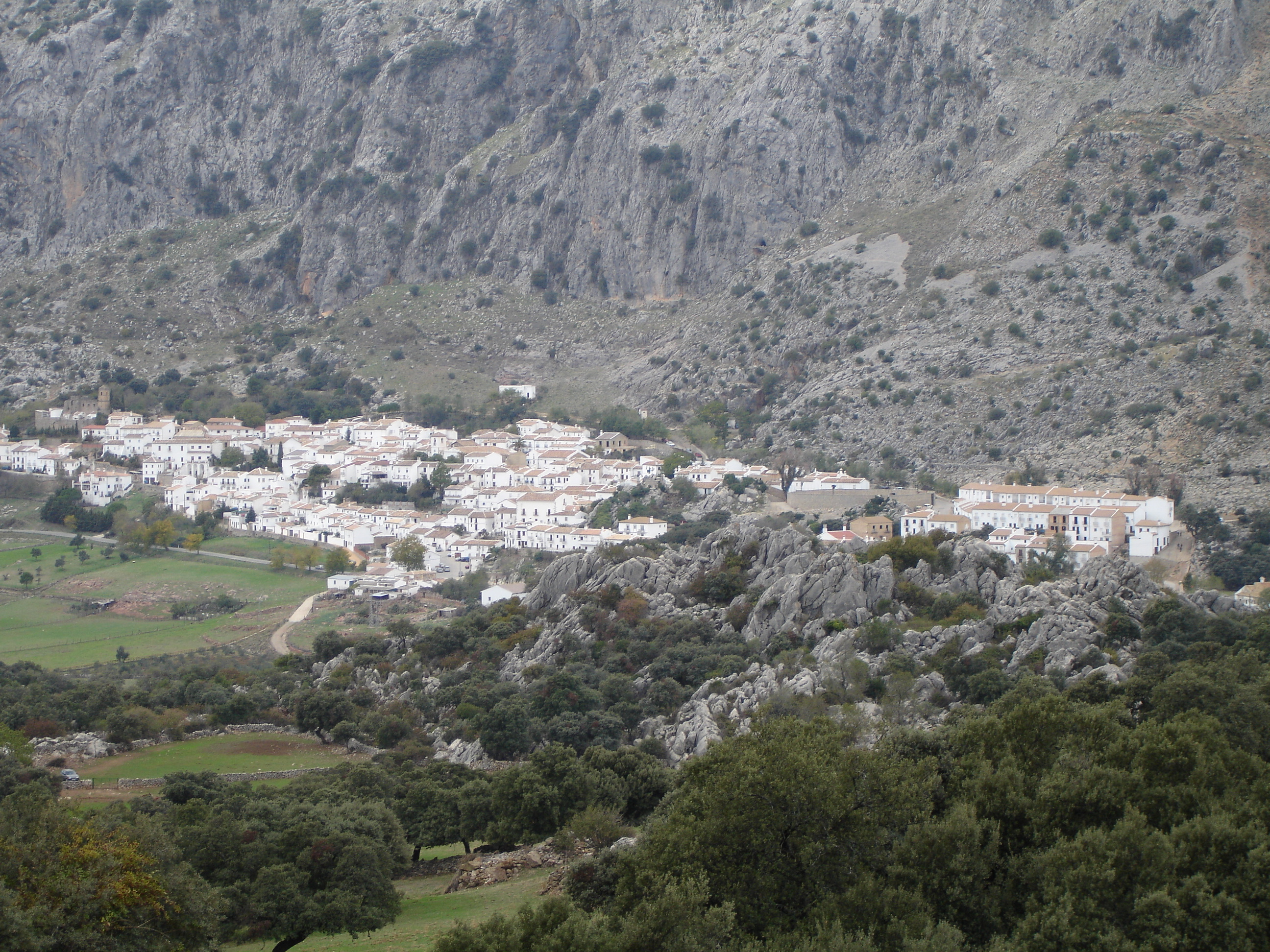
Вільялуенга
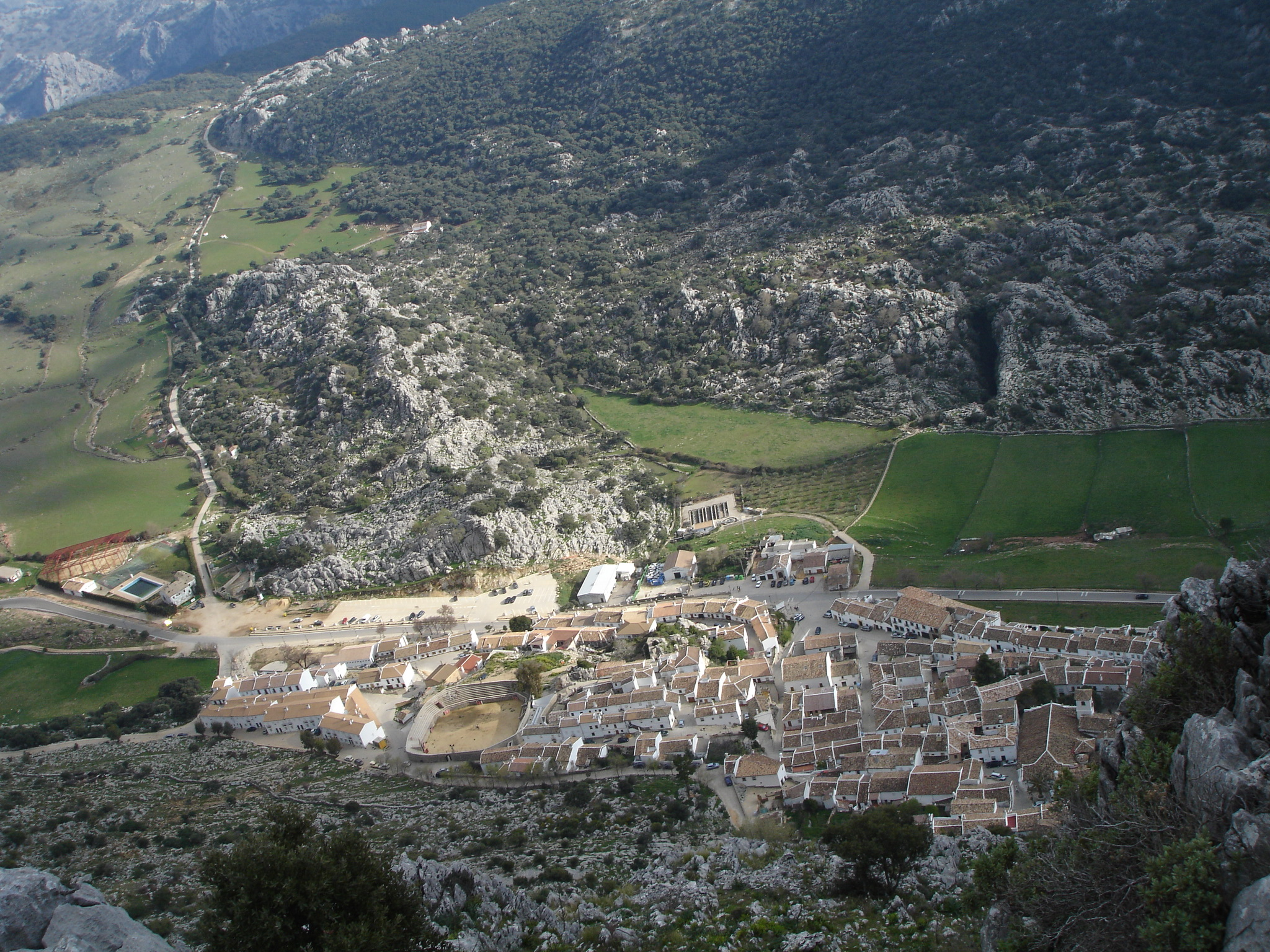
Вільялуенга-дель-Росаріо
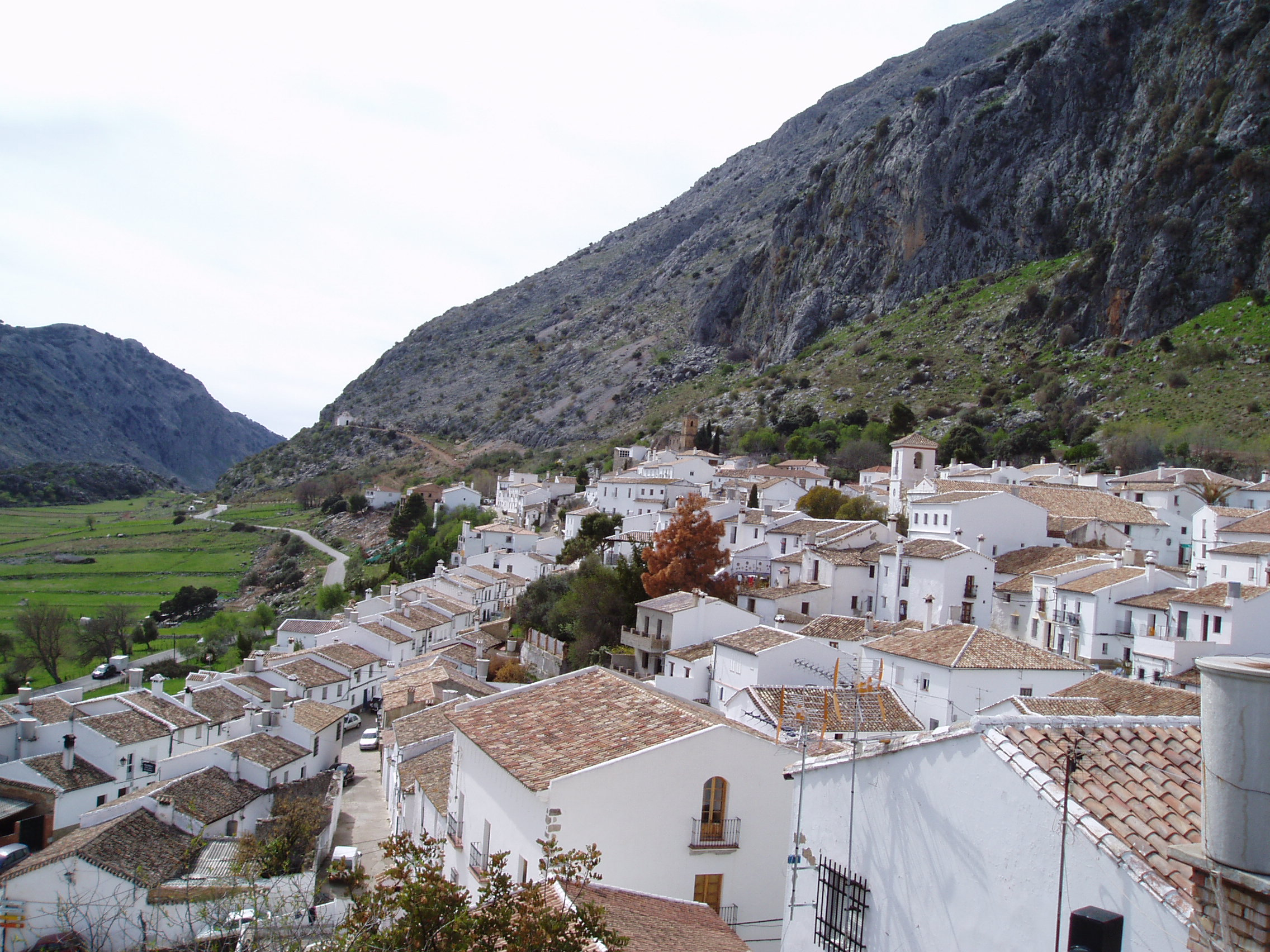
Вільялуенга-дель-Росаріо